# Клементин Делони
Клементин Делони (на френски: Clémentine Delauney) е френска певица със сопран вокален диапазон.
Понастоящем пее за симфоничните метъл групи „Вижънс ъф Атлантис“ и Exit Eden. Преди това е беквокалистка на австрийската симфонична пауър метъл група „Сиренити“ и вокалистка на френската филхармонична метъл група Whyzdom.

## Кариера
Родена е в Париж на 11 февруари 1987 г. На 16-годишна възраст започва своето музикално образование в Maîtrise de l'Opéra в Лион.
В края на 2010 г. се присъединява към Whyzdom като водещ вокалист. Не се появява в никой запис на групата, тъй като я напуска в началото на 2012 г., преди да започнат да записват втория албум Blind.
През 2011 г. Делони пее като гост в турнето на група Сиренити „Out Of The Dark“, преди да бъде представена като постоянен член през декември 2013 г. Заедно със Серенити тя издава албума War of Ages и последвалия музикален видеоклип Wings Of Madness през 2013 г. През същата година е обявено, че Клементин Делони напуска групата и ще се присъедини към австрийската група Visions Of Atlantis, в която тя все още е активна.
Делони свири заедно с френската оперна метъл банда Melted Space между 2013 и 2016 г. Тя може да бъде чута и в албумите The Great Lie (издаден 2015) и Darkening Light (издаден 2018) като водеща и фонова певица.
През 2017 г. основа международната метъл банда Exit Eden заедно с 3-те певици Аманда Сомървил (Avantasia, Trillium), Марина Ла Торака (Phantom Elite) и Анна Брунър (League of Distortion). На 4 август 2017 г. четиримата издадоха своя дебютен албум, Rhapsodies in Black, чрез Napalm Records. Заедно групата има няколко концерта, включително на Wacken Open Air 2018.
По време на пандемията от COVID-19 стартира страницата си в Patreon през 2021 г. Оттогава представя Visions of Atlantis и Exit Eden, както и личния си артистичен живот. Пуска първата си солова песен The Violence Within чрез платформата.

## Visions of Atlantis
На 6 декември 2013 г. е обявено на страницата на Visions of Atlantis във Фейсбук, че Клементин Делони ще бъдат новите гласове на групата, заедно със Зигфрид Самер (който е заменен от Микеле Гуайтоли в края на 2018 г.).
Последваха различни изпълнения на живо преди издаването на EP-то Old Routes – New Waters през 2016 г., на което Делони и Самер презаписват някои от най-големите хитове на групата.
През 2018 г. последва шестият албум на групата The Deep & The Dark, в който тя участва не само като водеща певица, но и като основен текстописец заедно с певеца Зигфрид Самер.
Но тя не само пише текстовете за групата. Тя отговаря и за цялата творческа вселена на Visions of Atlantis. Идеите за музикалните видеоклипове, фотосесиите и костюмите на групата до голяма степен произтичат от нейното творчество, което тя демонстрира през следващите години със студийните албуми Wanderers (издаден на 30 август 2019 г.) и Pirates (издаден на 13 май 2022 г.).

## Избрана дискография
| Old Routes – New Waters                             | 2016 | EP, женски оперни вокали                                    |
| Return to Lemuria                                   | 2017 | сингъл, женски оперни вокали                                |
| The Deep & the Dark                                 | 2018 | сингъл, женски оперни вокали                                |
| The Deep & the Dark                                 | 2018 | женски оперни вокали, текст (трек 4, 5)                     |
| The Deep & the Dark: Live at Symphonic Metal Nights | 2019 | на живо, женски оперни вокали                               |
| Wanderers                                           | 2019 | пиано, (трек 10), женски оперни вокали, текст (трек 1 – 11) |
| A Symphonic Journey to Remember                     | 2020 | на живо, женски оперни вокали                               |
| Pirates                                             | 2022 | женски оперни вокали                                        |
| Pirates over Wacken                                 | 2023 | на живо, женски оперни вокали                               |

| Wings of Madness | 2013 | сингъл, женски оперни вокали |
| War of Ages      | 2013 | женски оперни вокали         |